# Saint-Aubin-de-Blaye
Saint-Aubin-de-Blaye es una población y comuna francesa del departamento de Gironda en la región de Nueva Aquitania.

## Geografía
Comuna situada en el Blayais sobre el río Livenne. Produce vinos de la AOC Blaye.

## Demografía
| 561 | 603 | 561 | 605 | 630 | 687 | 813 |
| Para los censos de 1962 a 1999 la población legal corresponde a la población sin duplicidades (Fuente: INSEE [Consultar]) |     |     |     |     |     |     |